# Bracon variegator
Bracon variegator är en stekelart som beskrevs av Maximilian Spinola 1808. Bracon variegator ingår i släktet Bracon och familjen bracksteklar. Inga underarter finns listade.